# Arcata
Arcata ist eine Stadt im Humboldt County im US-Bundesstaat Kalifornien, Vereinigte Staaten. Das U.S. Census Bureau hat bei der Volkszählung 2020 eine Einwohnerzahl von 18.857 ermittelt. Das Stadtgebiet hat eine Größe von 28,6 km2.
Die erste Besiedlung in der Gegend fand 1850 mit dem Namen Uniontown statt. Im August 1989 erreichten die Wahlberechtigten von Arcata, dass das Stadtgebiet als kernwaffenfreie Zone anerkannt wurde und verboten alle Aktivitäten der Kernwaffenherstellung im Stadtgebiet.
2003 wurde in Arcata ein Gesetz erlassen, welches den örtlichen Behörden die Zusammenarbeit mit US-Bundesbehörden wie dem FBI, der CIA oder der Einwanderungsbehörde verbietet, falls diese Überwachungen, Verhaftungen oder Abschiebungen im Sinne des USA PATRIOT Acts vornehmen wollen. Die Stadt boykottiert damit den 2001 erlassenen Patriot Act, der von den Bürgern Arcatas als verfassungswidrig angesehen wird.
In der Stadt befindet sich die Humboldt State University.
Arcata liegt am U.S. Highway 101, außerdem beginnt hier die California State Route 299. Aus der Luft kann man die Stadt über den Flughafen Arcata-Eureka erreichen.
In Arcata hat die Grüne Partei der USA die zweithöchste Mitgliederzahl Kaliforniens im Pro-Kopf-Vergleich. Auch einige Stadträte gehören den Grünen an.

## Söhne und Töchter der Stadt
- Michael Moore (* 1954), Jazzmusiker (Klarinette, Saxophon und Komposition), der seit 1982 in den Niederlanden lebt und zu den Vertretern des Modern Creative Stils zählt
- Michael Phillips (* 1946), Schriftsteller
- Brisa Roché (* 1976), Sängerin und Songschreiberin
- Naomi Lang (* 1978), Eiskunstläuferin
- Sinn Sage (* 1983), Pornodarstellerin
- Willi Unsoeld (1926–1979), Bergsteiger